# Équipe du Danemark espoirs de cyclisme sur route
L'équipe du Danemark espoirs de cyclisme sur route est l'équipe nationale des moins de 23 ans de cyclisme sur route. La sélection représente la Danemark aux championnats du monde sur route espoirs. Elle participe également aux épreuves espoirs de l'UCI Coupe des Nations U23 qui regroupent des courses d'un jour, par étapes et des championnats de cyclisme continentaux. 

## Sélectionneurs
- 2008-2015 : Morten Bennekou
- 2016- : Anders Lund

## Palmarès

### Championnats du monde espoirs
| Édition | Médaille | Coureur                   | Épreuve                  |
| ------- | -------- | ------------------------- | ------------------------ |
| 2004    | Bronze   | Mads Christensen          | Course en ligne espoirs  |
| 2011    | Argent   | Rasmus Christian Quaade   | Contre-la-montre espoirs |
| 2013    | Bronze   | Lasse Norman Hansen       | Contre-la-montre espoirs |
| 2015    | Or       | Mads Würtz Schmidt        | Contre-la-montre espoirs |
| 2017    | Bronze   | Michael Carbel Svendgaard | Course en ligne espoirs  |
| 2017    | Or       | Mikkel Bjerg              | Contre-la-montre espoirs |
| 2018    | Or       | Mikkel Bjerg              | Contre-la-montre espoirs |
| 2018    | Bronze   | Mathias Norsgaard         | Contre-la-montre espoirs |
| 2019    | Or       | Mikkel Bjerg              | Contre-la-montre espoirs |
| 2021    | Or       | Johan Price-Pejtersen     | Contre-la-montre espoirs |

### Coupe des nations espoirs
| Édition | Classement | Victoires | Détail |
| ------- | ---------- | --------- | --- |
| 2007    | 3e         |           | |
| 2008    | 7e         | 1         | Coupe des nations Ville Saguenay (Thomas Vedel Kvist)                                                                       |
| 2009    | 3e         |           | |
| 2010    | 8e         |           | |
| 2011    | 3e         | 1         | Coupe des nations Ville Saguenay (Christopher Juul Jensen)                                                                  |
| 2012    | 14e        |           | |
| 2013    | 12e        |           | |
| 2014    | 8e         |           | |
| 2015    | 3e         | 1         | ZLM Tour (Søren Kragh Andersen)                                                                                             |
| 2016    | 8e         | 1         | Gand-Wevelgem espoirs (Mads Pedersen)                                                                                       |
| 2017    | 1re        | 2         | Championnat d'Europe du contre-la-montre espoirs (Kasper Asgreen), Championnat d'Europe sur route espoirs (Casper Pedersen) |
| 2018    | 6e         |           | |
| 2019    | 4e         | 2         | Tour des Flandres espoirs (Andreas Stokbro), Championnat d'Europe du contre-la-montre espoirs (Johan Price-Pejtersen)       |
| 2020    | 6e         |           | |
| 2021    | 6e         | 2         | Championnat d'Europe du contre-la-montre espoirs, Championnat du monde du contre-la-montre espoirs (Johan Price-Pejtersen)  |
| 2022    | 5e         |           | |
| 2023    | 6e         |           | |
| 2024    | 9e         |           | |

### Championnats d'Europe espoirs
| Édition | Médaille | Coureur                 | Épreuve                  |
| ------- | -------- | ----------------------- | ------------------------ |
| 2005    | Argent   | Anders Lund             | Course en ligne espoirs  |
| 2009    | Bronze   | Rasmus Christian Quaade | Contre-la-montre espoirs |
| 2012    | Or       | Rasmus Christian Quaade | Contre-la-montre espoirs |
| 2017    | Or       | Casper Pedersen         | Course en ligne espoirs  |
| 2017    | Or       | Kasper Asgreen          | Contre-la-montre espoirs |
| 2017    | Argent   | Mikkel Bjerg            | Contre-la-montre espoirs |
| 2019    | Or       | Johan Price-Pejtersen   | Contre-la-montre espoirs |
| 2019    | Argent   | Mikkel Bjerg            | Contre-la-montre espoirs |
| 2019    | Argent   | Niklas Larsen           | Course en ligne espoirs  |
| 2020    | Argent   | Anthon Charmig          | Course en ligne espoirs  |
| 2021    | Or       | Johan Price-Pejtersen   | Contre-la-montre espoirs |
| 2023    | Or       | Henrik Pedersen         | Course en ligne espoirs  |
| 2023    | Argent   | Carl-Frederik Bévort    | Contre-la-montre espoirs |
| 2023    | Bronze   | Gustav Wang             | Contre-la-montre espoirs |